# Louise Arner Boyd
Louise Arner Boyd (1887-1972) was een Amerikaanse ontdekkingsreiziger van Groenland en het Noordpoolgebied, die uitgebreid schreef over haar wetenschappelijke expedities, en in 1955 de eerste vrouw werd die over de Noordpool vloog, nadat ze privé een vliegtuig had gecharterd. DC-4 en bemanning, waaronder luchtvaartpioniers Thor Solberg en Paul Mlinar. 

## Wetenschappelijke Expedities
Boyd is vooral bekend vanwege het leiden van een reeks wetenschappelijke expedities naar de oost- en noordkust van Groenland in de jaren dertig. Louise fotografeerde, onderzocht en verzamelde honderden botanische exemplaren, onder de voogdij van haar goede vriendin, Alice Eastwood van de California Academy of Sciences. De American Geographical Society publiceerde haar bevindingen en foto's van de expedities van 1933 en 1935 in een boek met de titel The Fiord Region of East Greenland. Een gebied nabij de Gerard de Geer-gletsjer werd later Louise Boyd Land genoemd. Voor haar leiderschap en wetenschappelijk werk ontving mevrouw Boyd een paar jaar later, in 1938, de prestigieuze Cullum Medal van de American Geographical Society.

## Prijzen en Onderscheidingen
Ze behaalde vele academische onderscheidingen en ontving een eredoctoraat in de rechten van de University of California, Berkeley en van Mills College. In 1960 was Louise de eerste vrouw die werd gekozen in het bestuur van de American Geographical Society.
Ze werd benoemd tot erelid van de California Academy of Science.

## Publicaties
- The Fiord Region of East Greenland. American Geographical Society, New York, N. Y. (1935), pp. 369. Gearchiveerd op 7 september 2023.
- Polish Countrysides. American Geographical Society, New York (1937), pp. 235. Gearchiveerd op 20 februari 2023.
- The coast of northeast Greenland, with hydrographic studies in the Greenland Sea. American Geographical Society, New York (1948), pp. 339. Gearchiveerd op 20 februari 2023.

## Additionele Bronnen
- Giffuni, Cathy. "A Bibliography of Louise Arner Boyd,"  Bulletin: Geography and Map Division, Special Libraries Association, No. 146, December 1986.
- Fletcher, Scott. Librarian, San Domenico School, San Anselmo, CA.
- Kafarowski, Joanna. The Polar Adventures of a Rich American Dame: A Life of Louise Arner Boyd. Dundurn Press, 2017.
- Louise Arner Boyd - American Polar Society Luminary. www.americanpolar.org/. American Polar Society. Gearchiveerd op 30 mei 2019. Geraadpleegd op January 14, 2015.
- Fagg Olds, Elizabeth (1985). Women of the Four Winds, 1st Mariner Books. Houghton Mifflin, Boston. ISBN 9780395361993.
- Kafarowski, Joanna (2018). 'From Boots On 'Til Boots Off': Collecting Greenland with Explorer Louise Arner Boyd. Collections: A Journal for Museum and Archives Professionals 14 (4): 475–494. DOI: 10.1177/155019061801400406.  Gearchiveerd van origineel op 22 maart 2019. Geraadpleegd op 22 March 2019.
- Kafarowski, J. (2018). La vida de Louise Arner Boyd (gearchiveerd) (Spaanse editie). Madrid: Ediciones Casiopea.
- Kafarowski, J. (2019). "Remembering the 20th Century's Leading Female Arctic Explorer." july/august, 2019. The Saturday Evening Post.
- Kafarowski, J. (2021). "Searching for Amundsen: Louise Arner Boyd aboard the Hobby." Winter issue. Nr. 177: p. 12-17.  Sea History.
- Kafarowski, J. (2022). "Greenland Beckons: Explorer Louise Arner Boyd aboard the Veslekari." Winter editie. Nr. 181: p. 24-29. Sea History.